# Petrosaspongia
Petrosaspongia is een geslacht van sponsdieren uit de klasse van de Demospongiae (gewone sponzen).

## Soorten
- Petrosaspongia nigra Bergquist, 1995
- Petrosaspongia pharmamari Uriz & Cebrian, 2006